# Empis variabilis
Empis variabilis är en tvåvingeart som beskrevs av Jacques-Marie-Frangile Bigot 1857. Empis variabilis ingår i släktet Empis och familjen dansflugor. Inga underarter finns listade i Catalogue of Life.